# Callipogonini
I Callipogonini sono una tribù di coleotteri della famiglia dei Cerambicidi, sottofamiglia Prioninae.

## Denominazioni
La tribù è stata descritta dall'entomologo francese James Livingston Thomson nel 1860.

### Sinonimi
- Callipogonitae (Thomson, 1860)
- Callipogonites (Thomson, 1860)
- Enoploceritae (Thomson, 1864)
- Anacanthini  (Thomson, 1864)
- Ergatites (Fairmaire da Jacquelin Du Val nel 1864
- Orthomegitae (Thomson, 1864)
- Callipogonides (Lacordaire, 1869)
- Ctenoscelinae (Pascoe, 1869)
- Ergatides (Fairmaire) Lacordaire, 1869
- Ergatini (Fairmaire)
- Titanii (Thomson) Lameere, 1904

## Tassonomia

### Elenco delle sotto-tribù e dei generi
Sotto-tribu degli Hopliderina (Thomson, 1864)
- Cubaecola (Lameere, 1912)
- Derelophis (Quentin & Villiers, 1972)
- Hoplideres (Serville, 1832)
- Hoplidosterus (Gilmour, 1962)
- Pixodarus (Fairmaire, 1887)

Altri generi
- Apocaulus (Quentin & Villiers, 1977)
- Apotrophus (Bates, 1875)
- Cacodacnus (Thomson, 1860)
- Callergates (Lameere, 1904)
- Callipogon (Serville, 1832)
- Chorenta (Gistel, 1848)
- Ctenoscelis (Serville, 1832)
- Enoplocerus (Serville, 1832)
- Ergates (Serville, 1832)
- Eudianodes (Pascoe, 1868)
- Hephialtes (Thomson, 1864)
- Jamwonus (Harold, 1879)
- Navosoma (Blanchard, 1846)
- Seticeros (Perger & Santos-Silva, 2010)
- Stictosomus (Serville, 1832)
- Trichocnemis (LeConte, 1851)

## Morfologia
I Callipogonini sono riconoscibili fra gli altri Prioninae per il loro ampio e rettangolare primo segmento del torace negli esemplari maschi, spesso con due placche triangolari lucenti sul disco, ed il terzo articolo delle antenne fortemente allungate. Essi differiscono dai Macrotomini, ai quali sono fortemente affini, per avere gli occhi molto reniformi. Le elitre hanno molto raramente delle costole longitudinali.

## Distribuzione
I Callipogoni sono diffusi soprattutto nell'America del Sud ed in Africa. Negli altri continenti essi hanno una diffusione più limitata: in Nordamerica, Europa e Medio Oriente non sono presenti che alcune specie del genere Ergates, come in Asia orientale (Territorio del Litorale) non esiste che una sola specie endemica di Callipogon.